# Чёрный Кут
Чёрный Кут (укр. Чорний Кут; до 2016 г. — Червоный Кут) — село, относится к Ширяевскому району Одесской области Украины.
Расположено на правом берегу речки Журавки, на расстоянии 18 км от районного центра Ширяево и 45 км до ближайшей железнодорожной станции Берёзовка. В состав сельсовета входят также сёла Каиры, Лидовка, Надеждовка, Преображенка.
В селе есть школа, библиотека, клуб, больница на 25 коек
Население по переписи 2001 года составляло 248 человек. Почтовый индекс — 66830. Телефонный код — 4858. Занимает площадь 1,21 км². Код КОАТУУ — 5125486001.

## Местный совет
66830, Одесская обл., Ширяевский р-н, с. Чёрный Кут, ул. Центральная, 67